# 啟悅苑
啟悅苑（英語：Kai Yuet Court）是香港房屋委員會一個居屋屋苑，位於九龍城區啟德沐和街2號。
屋苑與毗鄰的啟盈苑，一併由房屋署總建築師（4）負責總體設計、關黃建築師有限公司負責細部設計，並由新福港承建，已於2025年7月18日獲發入伙紙，隨後入伙。

## 歷史
此屋苑用地前身為啟德機場13/31跑道末端，於1998年機場遷離後一直空置。
因應政府增建公營房屋的政策，此屋苑連同毗鄰五幅用地於2018年起，由私人住宅用地改為興建資助出售房屋。

## 屋苑資料
屋苑設有兩座，各有31層，提供共2,046伙單位，單位面積介乎於278-475平方呎。
此屋苑納入「居屋2023」出售 ，於2023年7月31日至8月14日間接受申請，其後於同年10月5日攪珠，翌年1月31日開始揀樓。

### 樓宇[7]
| 樓宇名稱（座號） | 樓宇類型                    | 落成年份 | 樓宇層數 | 每層伙數 | 單位總數（伙） | 建築師                                 | 總承建商 （地基承建商） | 提供升降機的廠商 |
| ---------------- | --------------------------- | -------- | -------- | -------- | -------------- | -------------------------------------- | ----------------------- | ---------------- |
| 啟楓閣（A座）    | 非標準設計大廈 （十字長型） | 2025年   | 31       | 31       | 961            | 房屋署總建築師（4） 關黃建築師有限公司 | 新福港 （中國建築）     | 日立             |
| 啟樺閣（B座）    | 非標準設計大廈 （十字長型） | 2025年   | 31       | 35       | 1,085          | 房屋署總建築師（4） 關黃建築師有限公司 | 新福港 （中國建築）     | 日立             |

### 配套設施
屋苑地面及停車場天台為休憩花園。此外，停車場分別設於地庫及地面停車場大樓。而在屋苑東南面，則設有一座商舖大樓。
在其他配套方面，屋苑毗鄰車站廣場、啟德體育園及其商場，並鄰近港鐵宋皇臺站。通過附近下穿太子道東的行人隧道，可前往九龍城及巴士轉車站。

## 施工圖集

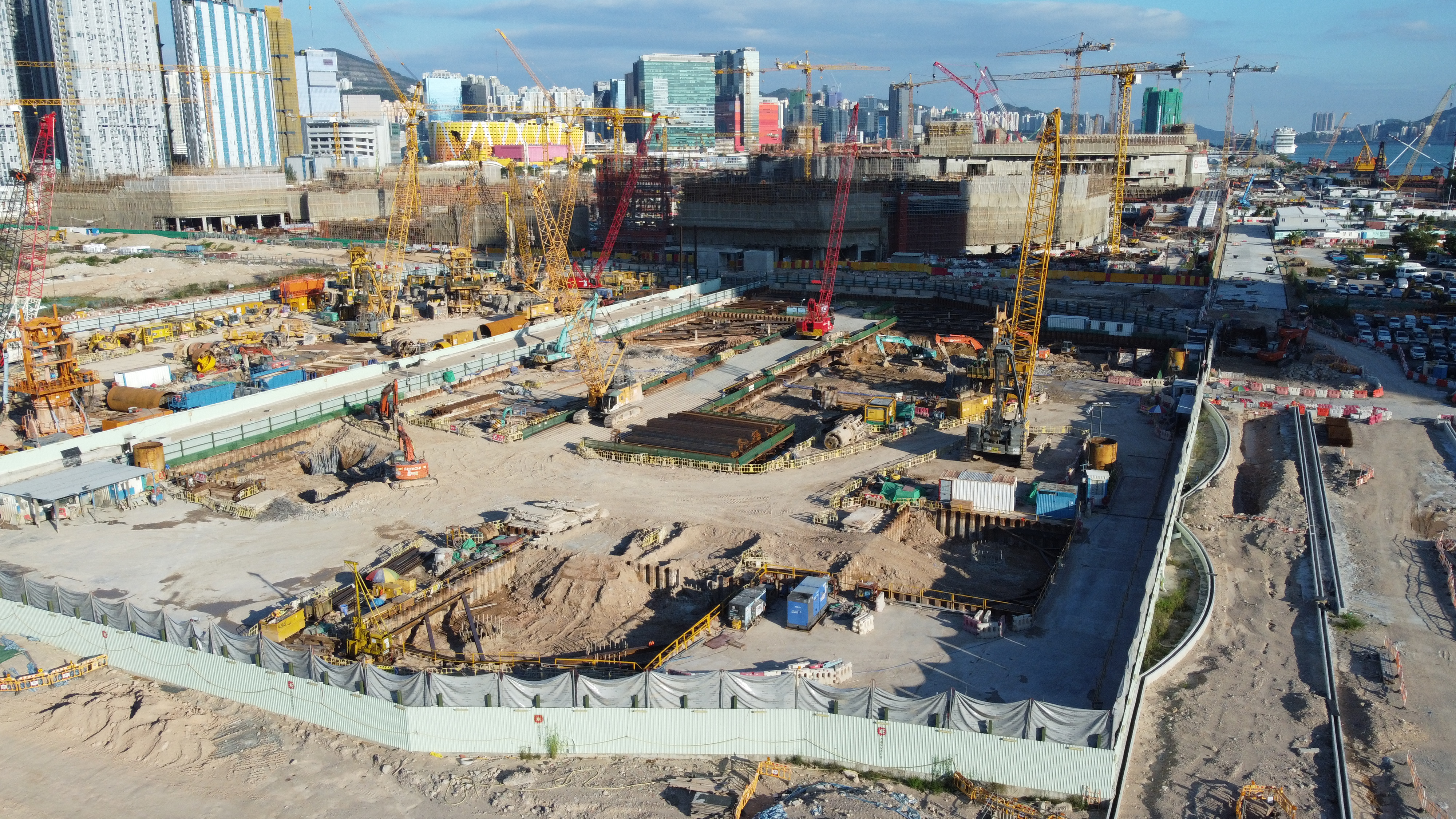
地基工程進行中，2021年10月
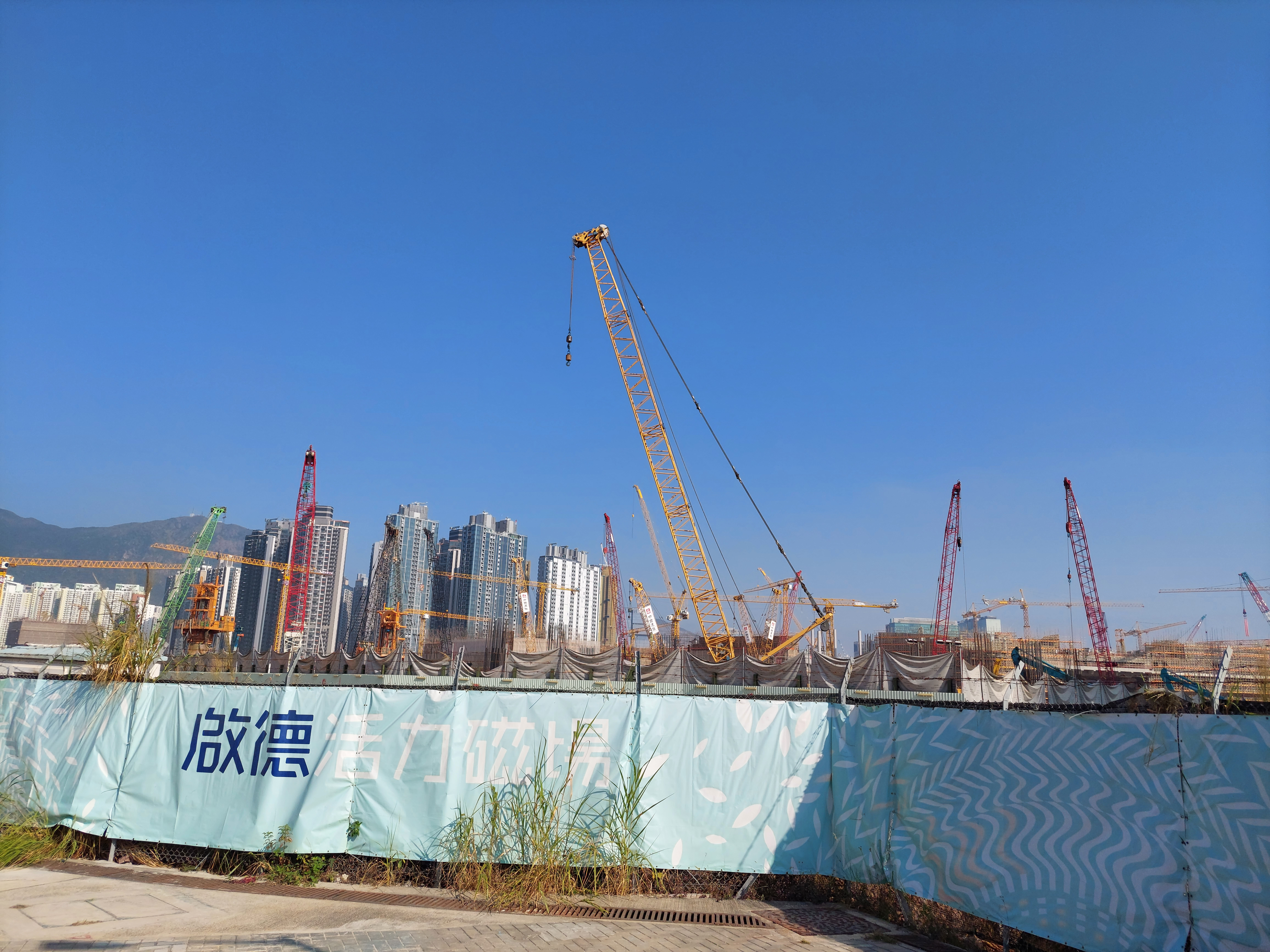
2022年1月
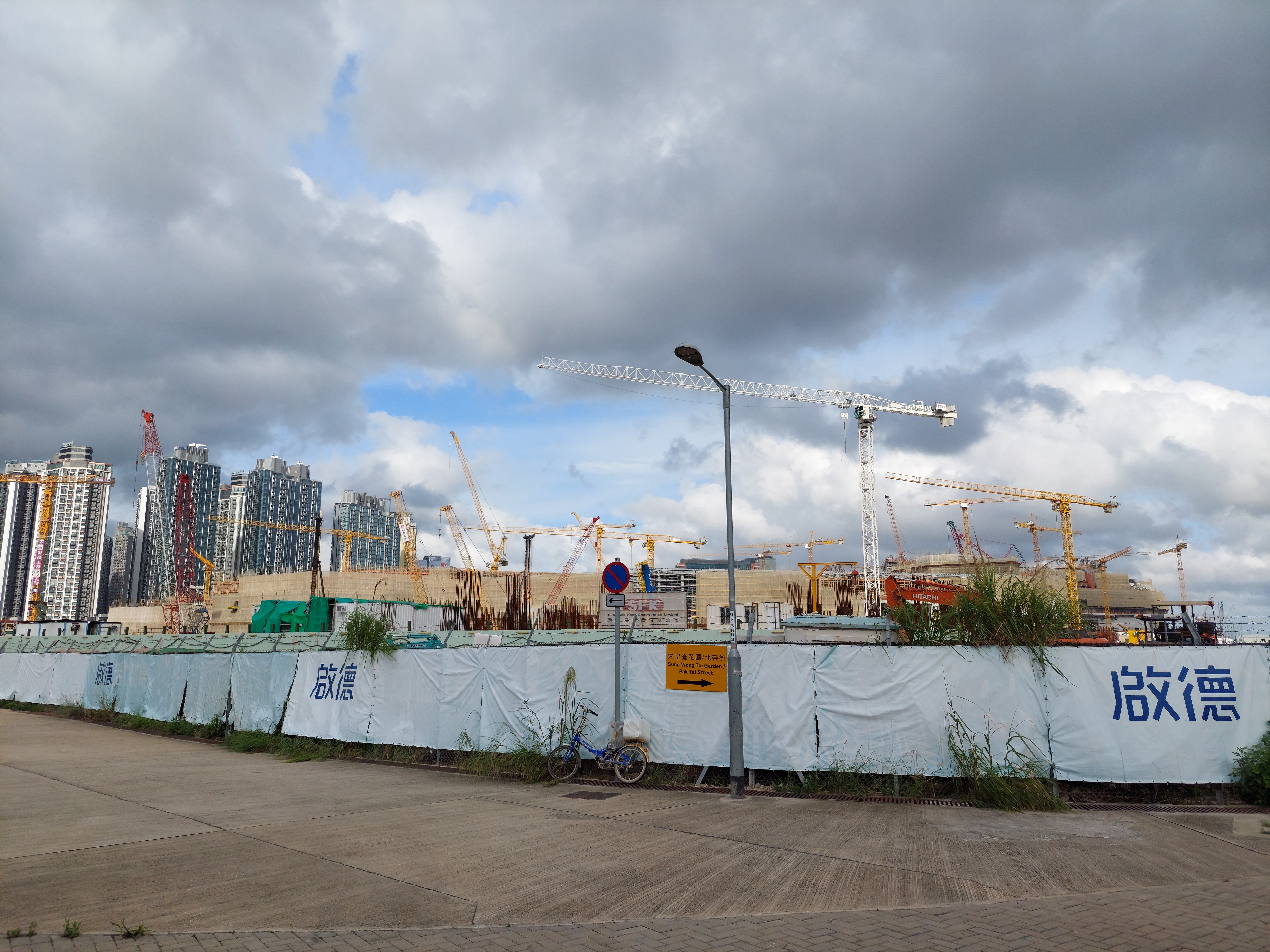
開展上蓋工程，2022年6月
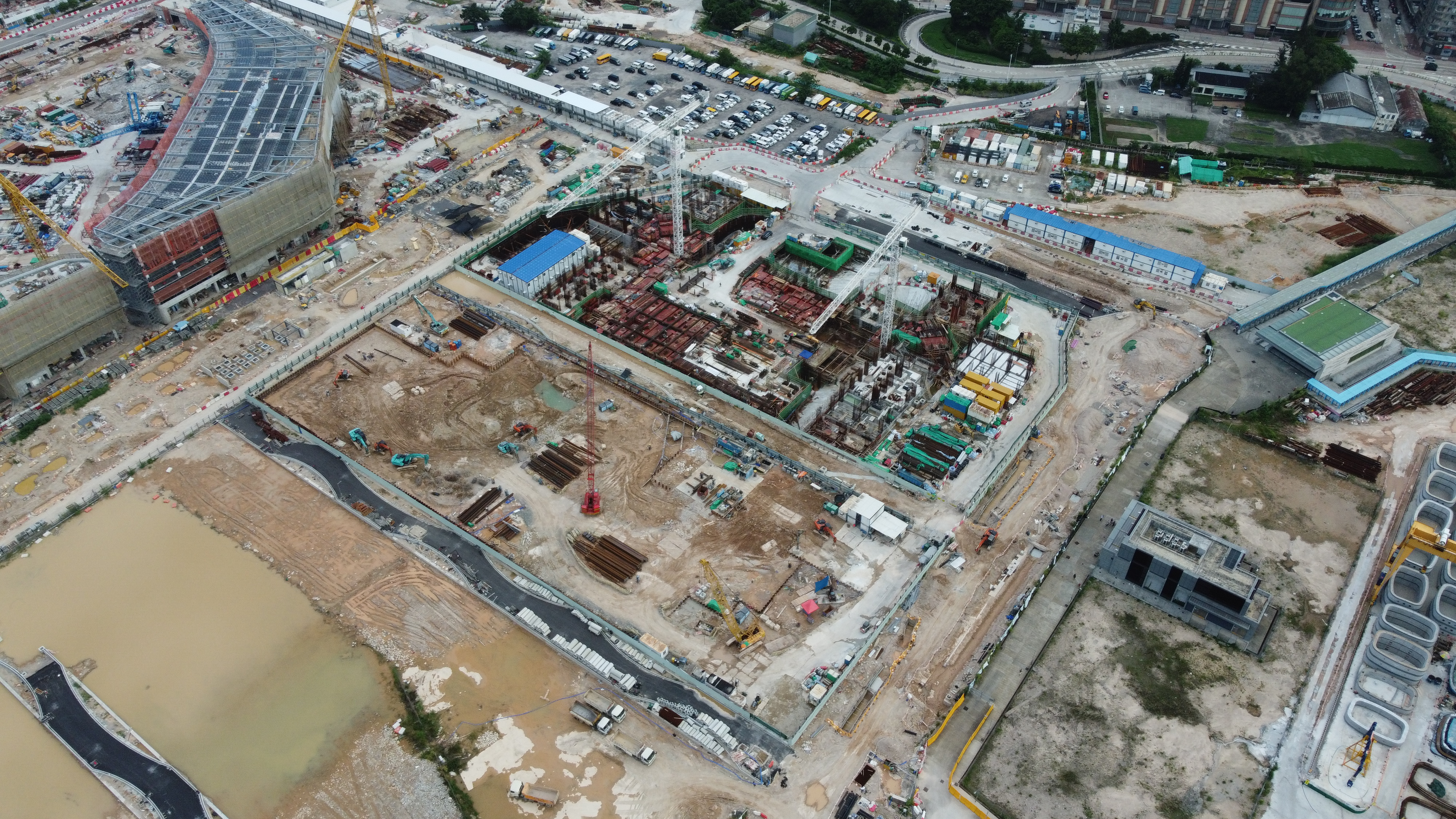
2022年8月
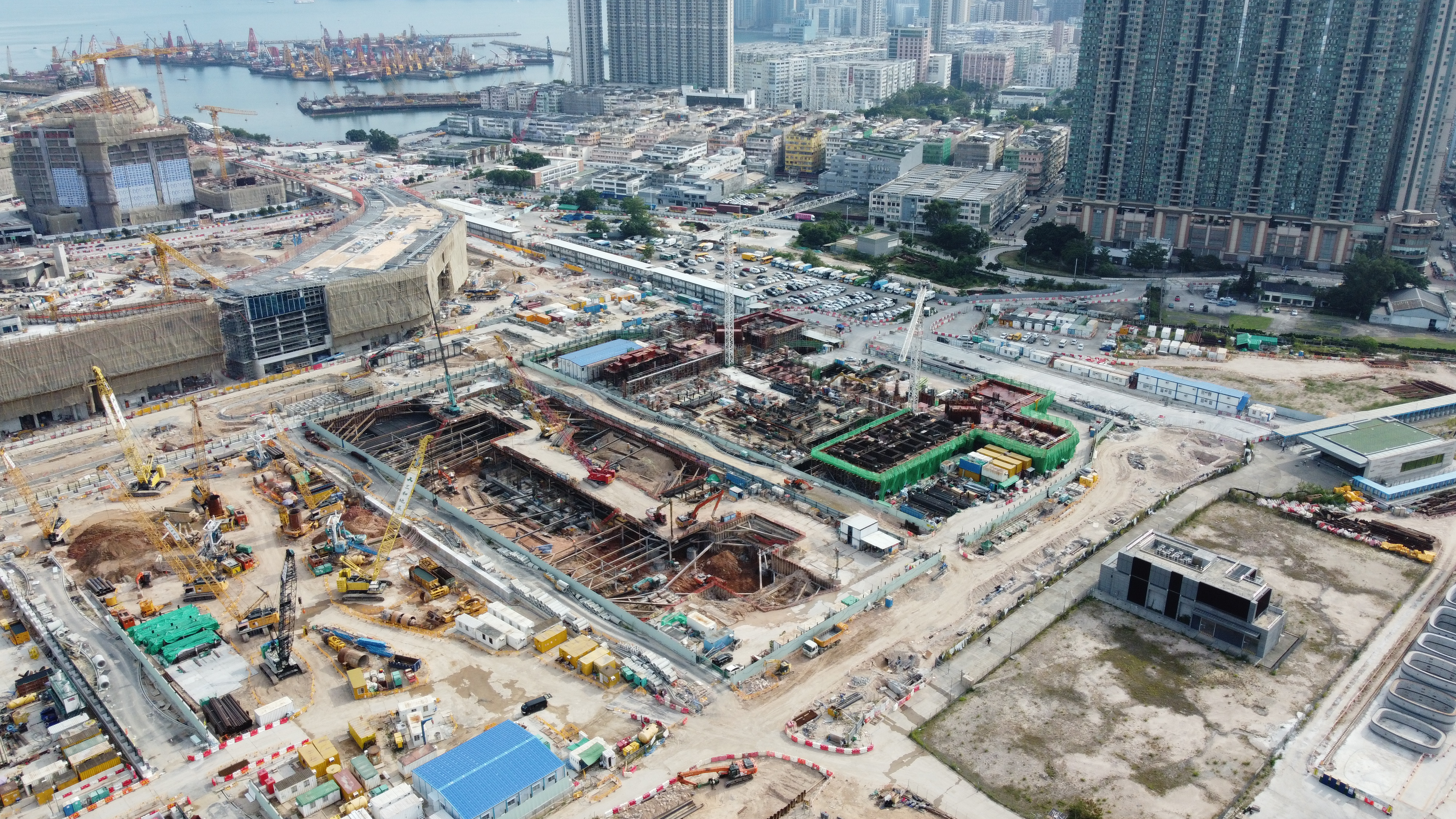
2022年10月
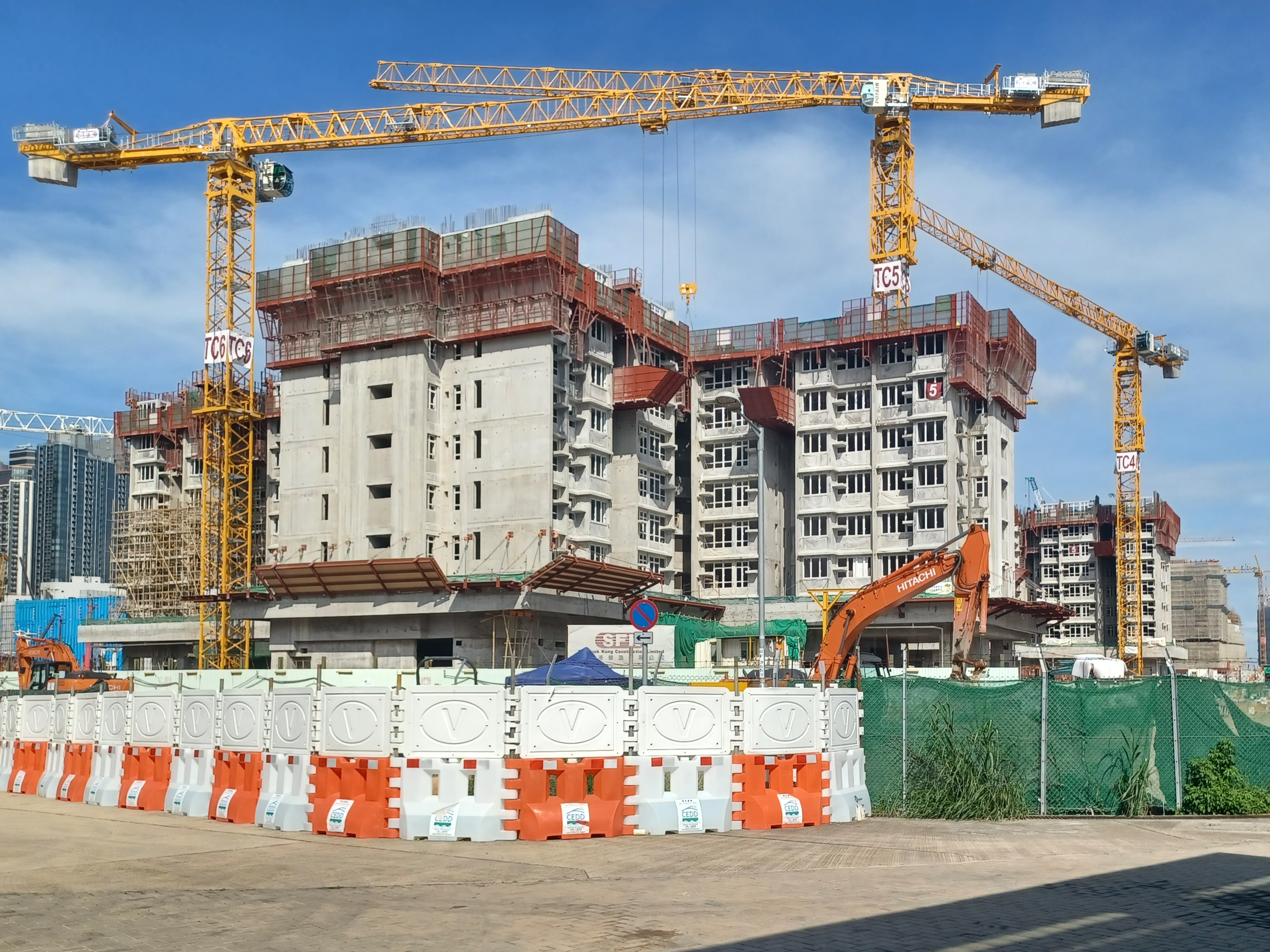
2023年6月
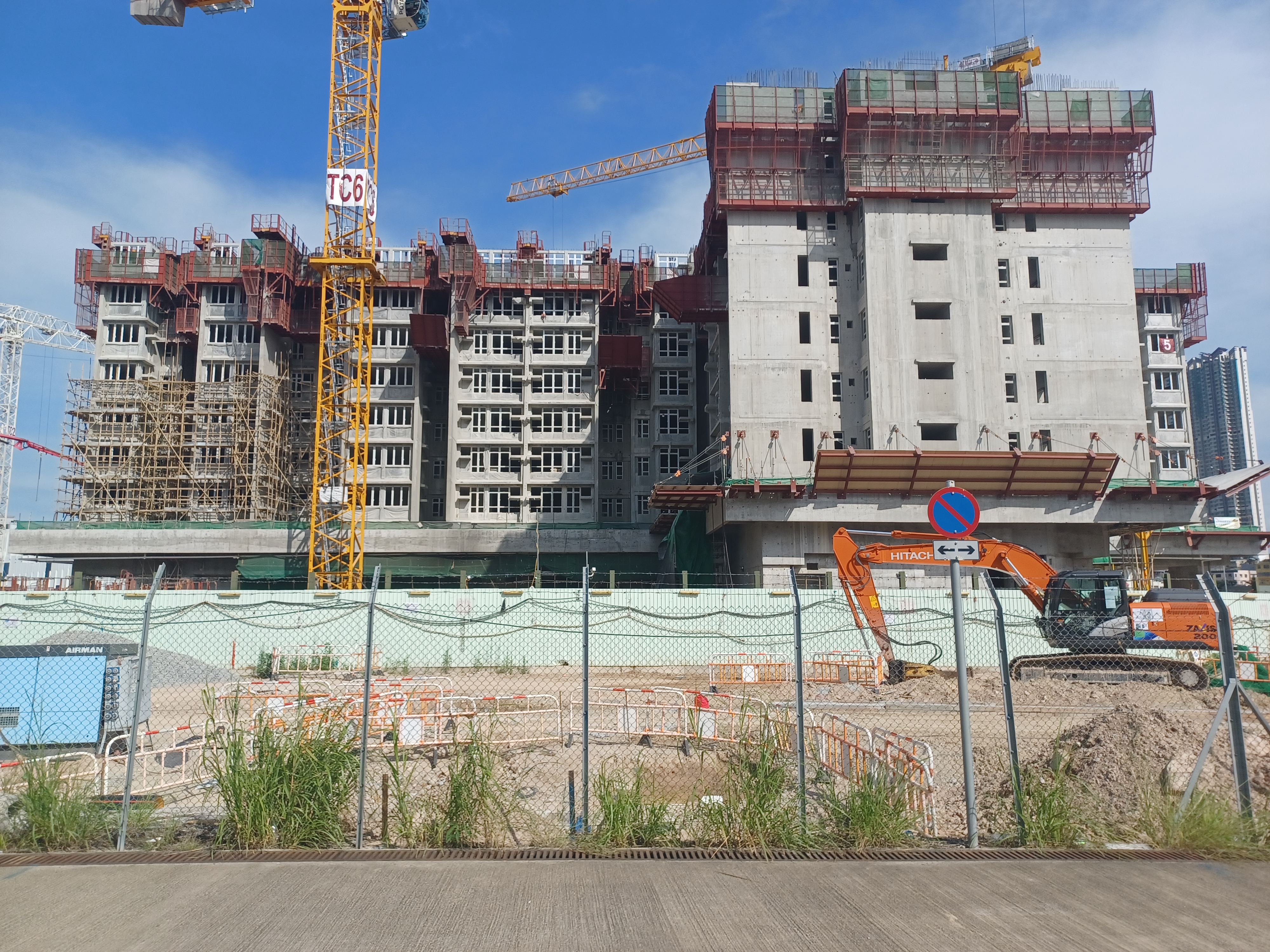
興建中之啟樺閣，2023年6月
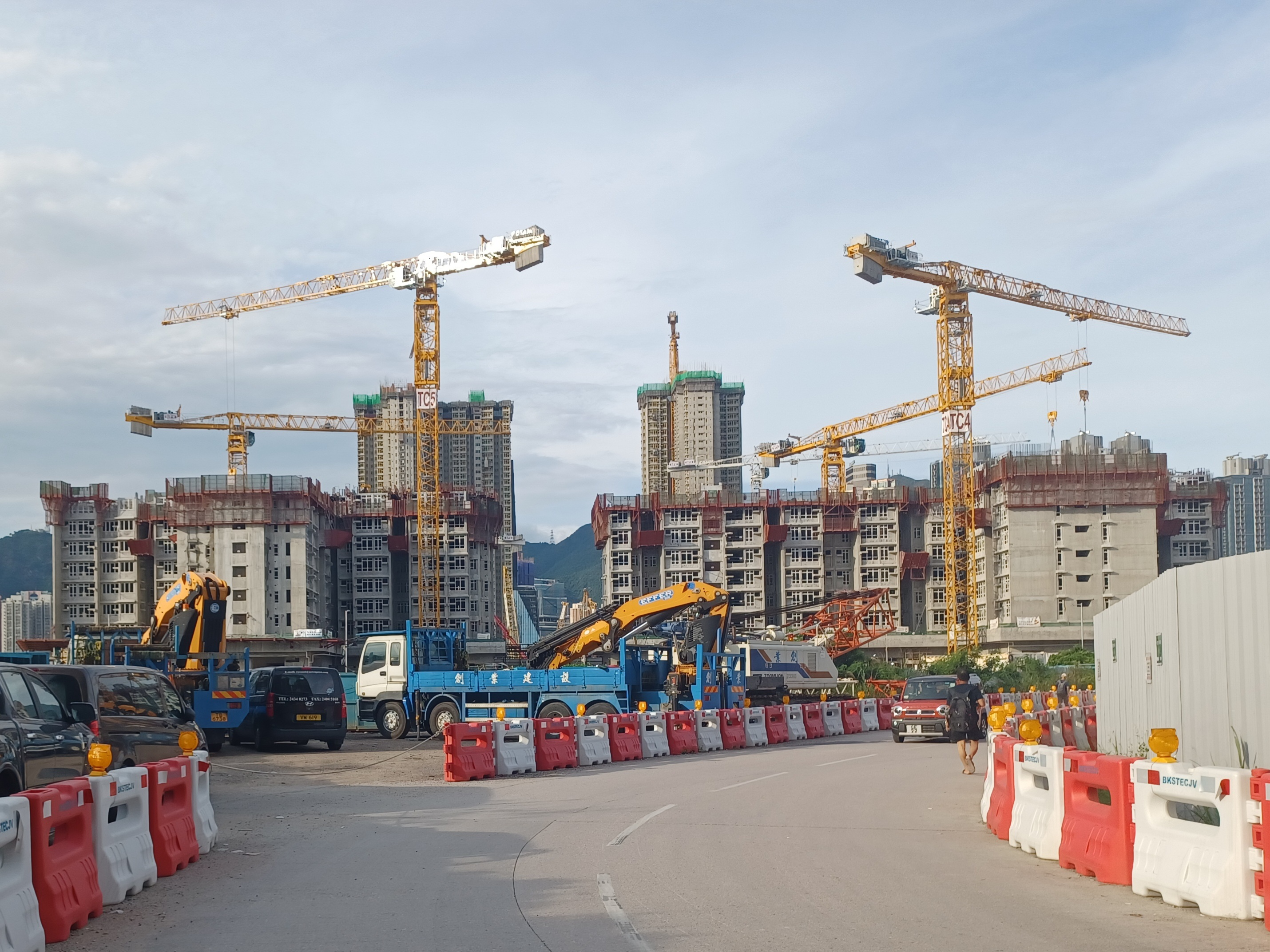
2023年6月
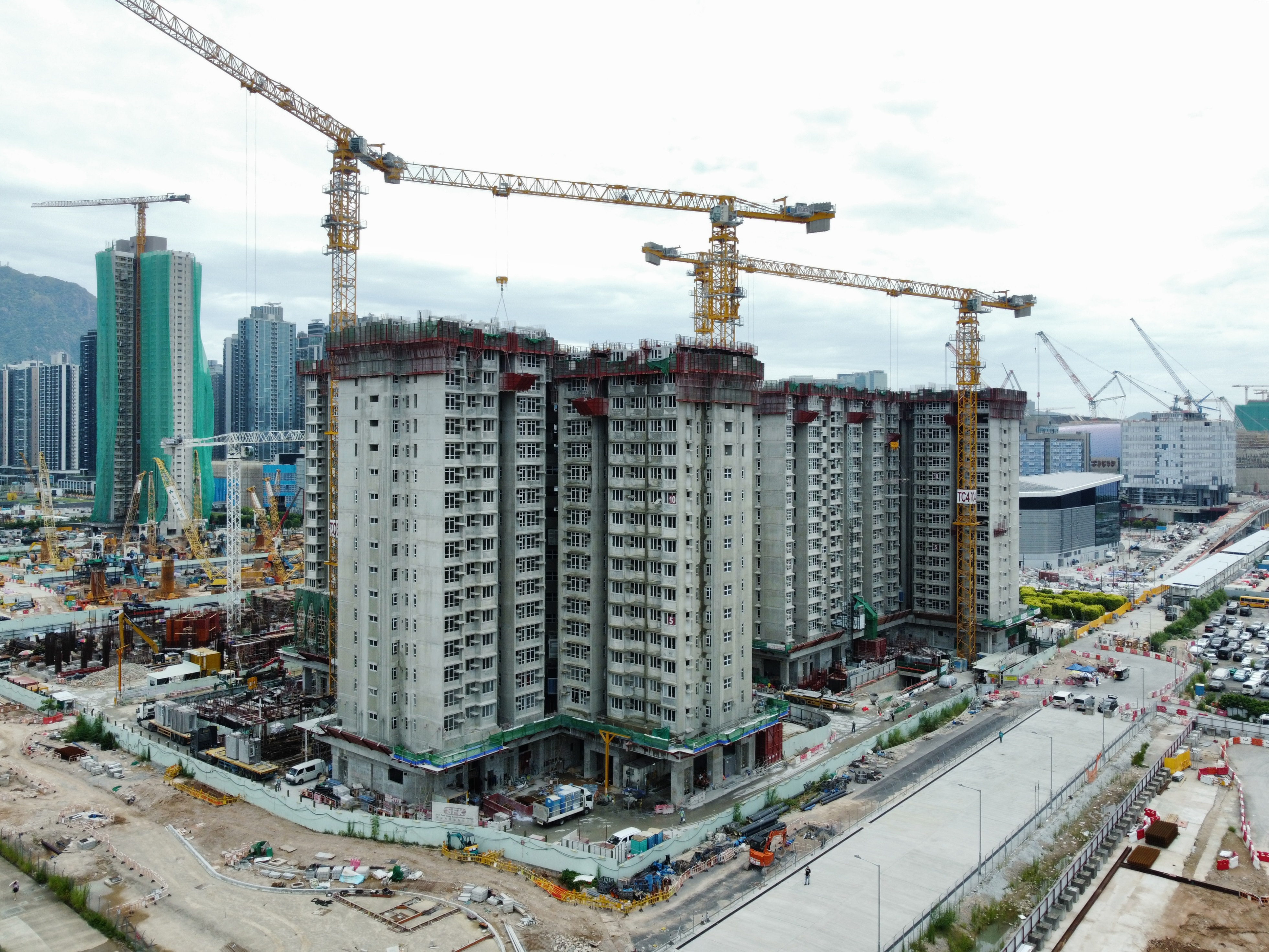
建至一半樓層，2023年8月
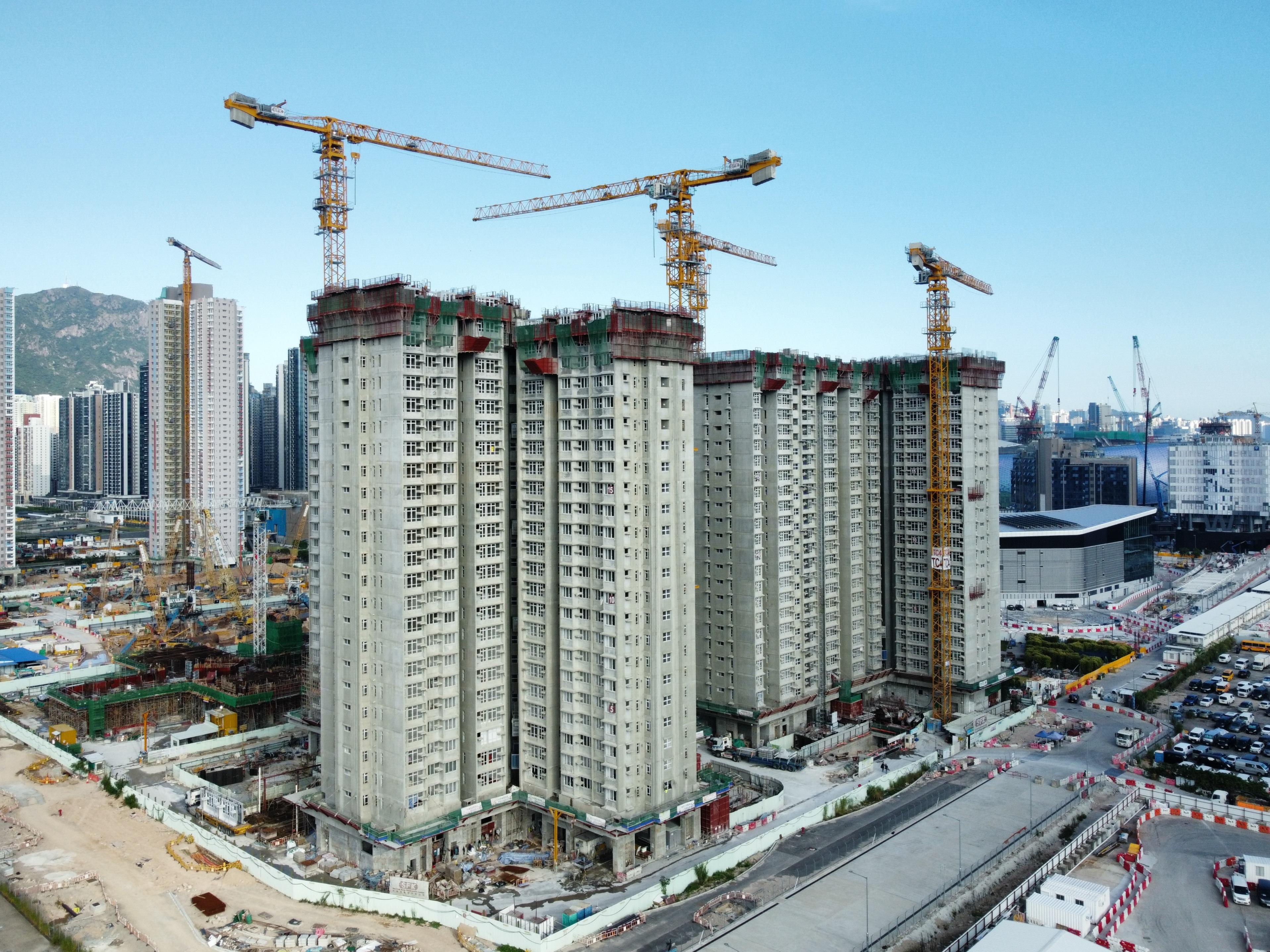
2023年11月
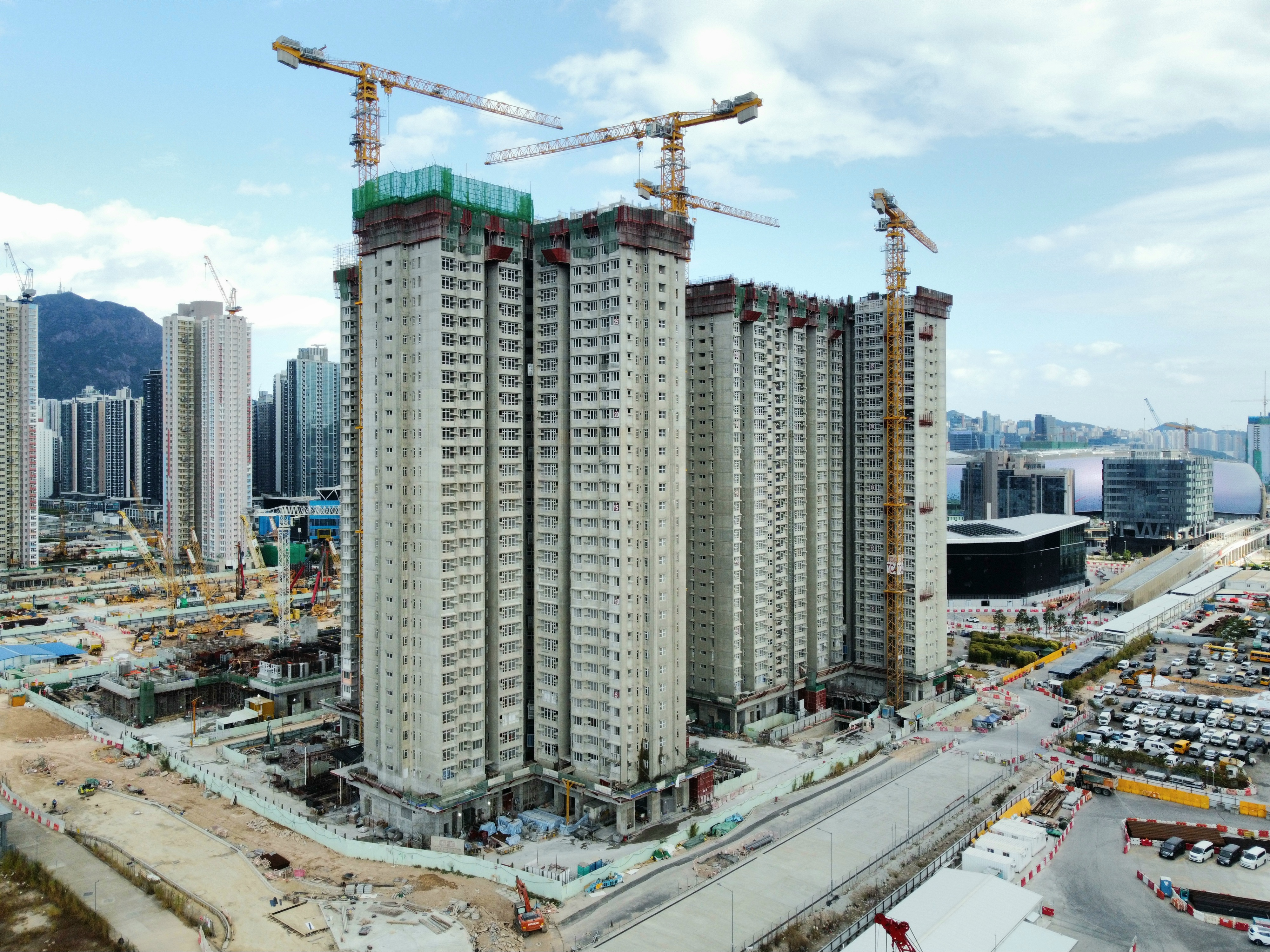
建至頂層，2024年1月
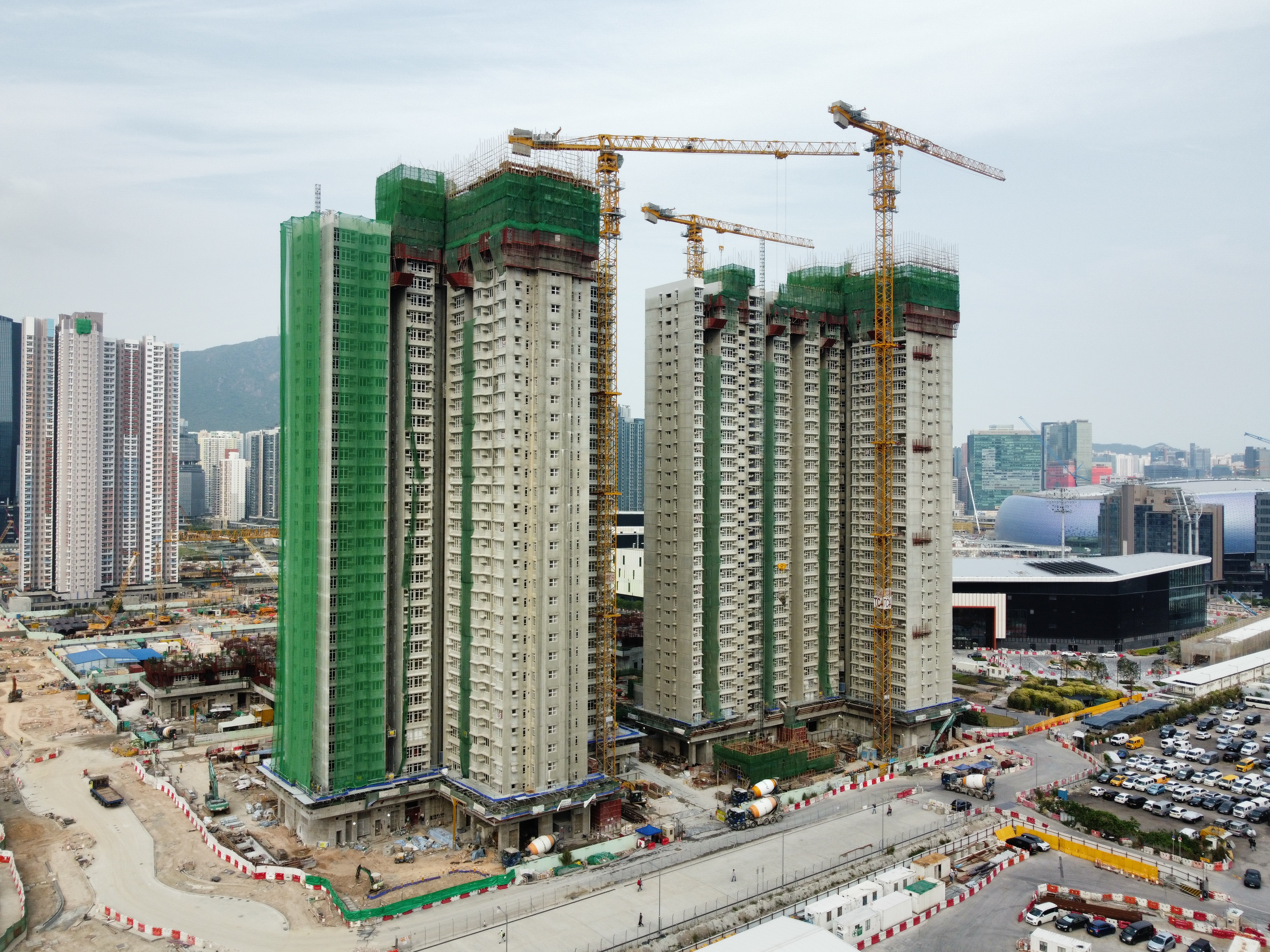
正在封頂，2024年4月
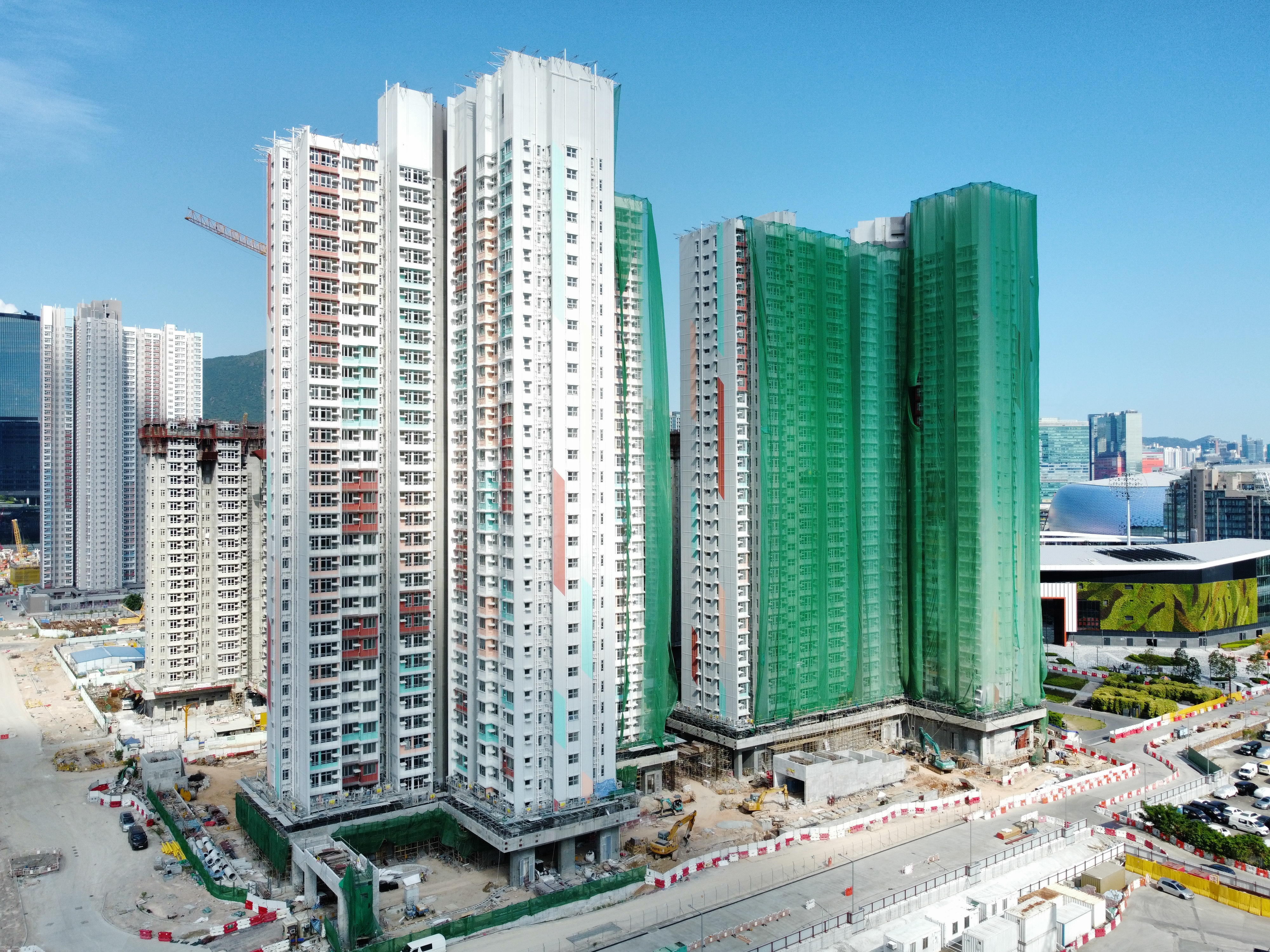
2024年10月
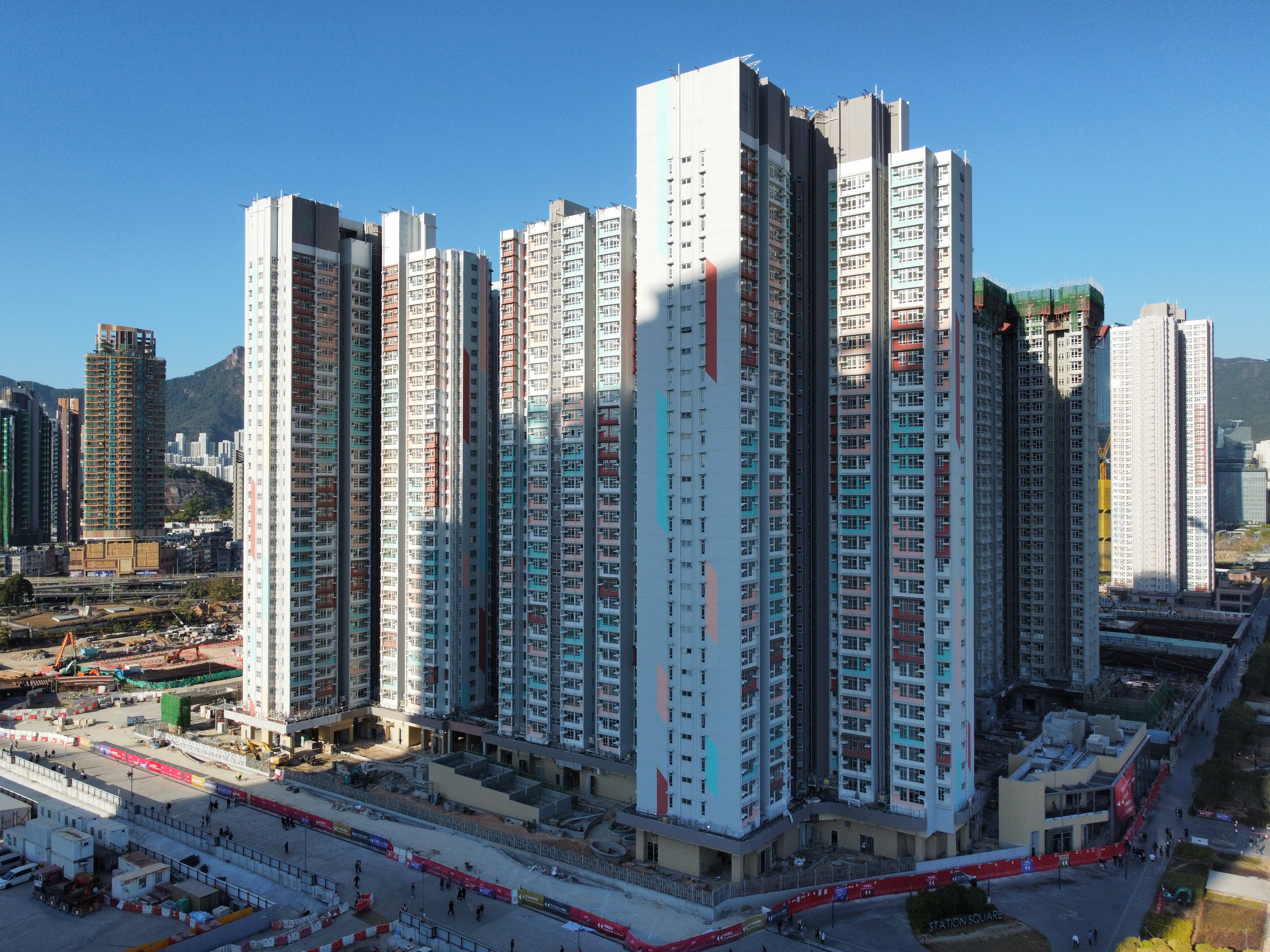
2025年1月

## 鄰近地方
- 港鐵宋皇臺站
- 啟德體育園
- 啟盈苑（興建中）
- 啟德2B3及2B4地盤未命名居屋（興建中）
- 啟欣苑
- 啟德2B1地盤未命名房協居屋（興建中）
- 兩個未命名私人屋苑（興建中）
- 傲雲峰
- 九龍城

## 註解
1. ↑  不包括地庫、地下及天台